# Taenaris zetes
Taenaris zetes är en fjärilsart som beskrevs av Brooks 1944. Taenaris zetes ingår i släktet Taenaris och familjen praktfjärilar. Inga underarter finns listade i Catalogue of Life.